# Marina Verheliuk
Marina Verheliuk   (Kherson, 24 de juny de 1978) és una jugadora d'handbol ucraïnesa, ja retirada, que va competir a cavall del segle XX i el segle xxi.
El 2004 va prendre part en els Jocs Olímpics d'Atenes, on guanyà la medalla de bronze en la competició d'handbol. En el seu palmarès també destaca una medalla de plata al campionat d'Europa d'handbol del 2000.
A nivell de clubs jugà al HC Spartak Kyiv (1995-2002) i al RK Krim (2003-2012), amb qui fou subcampió de la Copa d'Europa el 2004 i 2006.